# شهرستان جبل راس
ناحیهٔ جبل راس (به عربی: مدیریة جبل راس) یک ناحیه در یمن است که در استان حدیده واقع شده‌است.
ناحیهٔ جبل راس ۴۴٬۶۷۴ نفر جمعیت دارد.